# Kistótfalu
Kistótfalu község Baranya vármegyében, a Siklósi járásban.

## Fekvése
A Villányi-hegység északi oldalán, Vokánytól nyugatra fekvő község. Zsáktelepülés, közúton csak Vokányon keresztül érhető el, az 5711-es útból kiágazó 57 114-es számú mellékúton.
Vonattal elérhető a Pécs–Villány–Magyarbóly-vasútvonalon. Kistótfalu megállóhely a belterület keleti szélén helyezkedik el, közvetlenül a faluba vezető bekötőút vasúti keresztezése mellett.

## Története
A honfoglalás előtt a nagy Morva birodalom része volt, mely a honfoglalók megjelenésével hullott szét. A település közelében az elmúlt évezred elején a Római Birodalom XXII. légiójának őrhelyei állhattak, mivel a település közelében vezetett el a római hadiút. A múlt század feljegyzéseiből tudjuk, hogy az alapok ásása során mérhetetlen mennyiségű fekete égetett agyagedény törmelék kerül elő mintegy hatvan centiméter mélységből emberi csontmaradványokkal, egy-egy pénzéremmel, mely a XXII. légió pénze volt, és Marcus Aurelius római császárt ábrázolta. A császár 160 és 180 körül uralkodott és 170 körül viselt hadat a Duna-Tisza között lakó jazygok ellen. Könnyen feltehető, hogy azok a római katonák, akik részt vettek a csatában, itt tartózkodtak, és ide temetkeztek. A szájhagyományból és az írott feljegyzésekből tudjuk, hogy Kistótfalut a honfoglaló magyarok alapították. A honfoglaló magyar alapító családok száma 4-5 lehetett, melyhez csatlakozott az ittragadt két szláv eredetű család. A büroki dűlőben telepedtek meg, ahol legelő és víz bőven volt. Kezdetben sátorban laktak, majd fa, nád lett a kedvelt építkezési anyaguk.
A történelmi korok viharai, sodrásai ezt a települést sem kímélték, ezért keltek vándorútra, és építették fel falujukat egy évezred alatt, négy különböző helyen:
- Ábrahámtótja 896-1546 A település helye még mindig a büroki réten található, a Téglási dűlőben. A családok száma: 7. A Trinitás apátsághoz tartozó település, az apátúr jobbágyai földműveléssel, legeltetéssel foglalkoztak. Ezen a helyen élték át a tatárjárást, a mohácsi vészt és itt ismerkednek meg a reformációval. Buda és az ország elfoglalása után a letelepedéstől számított 650 év után otthonát elhegyja és védettebb helyre vonul.

- Hegymegi Tótfalu 1546-1695 A törökök elől az erdőben telepedtek meg egy völgykatlanban, ma Faluhelynek nevezett részen. Az építési elem itt is a fa és a nád, de itt már földbevájt pincerendszerrel egészült ki. Ivóvíz-nyerési lehetősége a mintegy fél óra járásnyira lévő kút. A török ezen a védett helyen is rátalál. Az idetelepülés után 8 ház áll, a település elhagyásakor 14. Ezen a településen kapta a legtöbb ragadvány nevet, attól függően, hogy milyen nemzetiségű, (török, magyar, német) adószedő volt. E korból származó ragadványnevei a településnek: Hegymegi Tótfalu, Remete Tóthfalu, Hegye-Falu. A településen a törökök kiűzéséig, 150 évig tartózkodtak, itt tértek át a református hitre.

- Tótfalu 1695-1840 Az összeírás szerint a falu lakossága 231 fő, ebből a felnőtt munkabíró kb. 100 fő. A nagyharsányi döntő csata után a török végleges vereséget szenved, a település fellélegezhet, kijön a remetelakból és felépíti faluját a harmadik helyen, két völgy között fekvő magas hegyen, Ófaluban. Vizét itt is a völgyi kutakból nyeri. Lakóépületeit vályog és vertfallal készítette. A leírások szerint épületeik száma kezdetben 14, melyek rendezetlenül helyezkednek el. A református hitre áttért település istentiszteletre Máriagyűdre jár az 1800-as évek elejéig. Tornyos templomot építenek, és lelkészt tartanak. A családok száma a 150 év alatt 50-re szaporodik. 1827-ben érlelődött meg az elhatározás, hogy új otthont építenek, ahol rendezett utcájuk lehet, és biztosított a legfontosabb elem, a víz.

- Kis-Tótfalu 1829-től az 1828-as mérnöki kitűzés után kezdik meg az új falu építését, elsőnek a parókia épülete épült fel, majd az iskola, aztán tanítói lakáshoz kezdenek. A lelkész 1829 őszén elsőnek költözött a faluba. A falu 11 évig épül, a középületeken felül 50 ház épült egyszerre. A templom 1839-ben épült, addig az Ófalu-ban lévő templomban tartották a jelesebb napokon az istentiszteletet. A falunak ebből az utolsó korszakából két műemlék épülete áll, a templom és a Kossuth Lajos utca 44. szám alatti lakóház. A többi épület időközben átalakításra, átépítésre került.

1851-ben a következőket írta Fényes Elek:
„Kis-Tótfalu, magyar falu, Baranya vmegyében, a Harsányi hegyláncz északi tővében, 250 ref. lak., s anyaekklézsiával. Szőlőhegye, erdeje szép. F. ura gr. Batthyáni Iván.”

## Idegen elnevezései
Horvátul a település hivatalos neve a szőkédi horvátok által használt Tofaluba, de Ismert még a töttösi horvátok által használt Kišfalov alak is.

## Közélete

### Polgármesterei
- 1990–1994: Taranyi Ádám (független)[5]
- 1994–1998: Taranyi Ádám (független)[6]
- 1998–2002: Taranyi Ádám (független)[7]
- 2002–2006: Taranyi Ádám (független)[8]
- 2006–2010: Taranyi Ádám (független)[9]
- 2010–2014: Taranyi Ádám (független)[10]
- 2014–2019: Hollóvári Magdolna (független)[11]
- 2019–2024: Hollóvári Magdolna (független)[12]
- 2024– : Hollóvári Magdolna (független)[1]

## Népesség
A település népességének változása:
| Lakosok száma | 314  | 321  | 312  | 276  | 287  | 287  | 286  | 283  |
|               | 2013 | 2014 | 2015 | 2019 | 2021 | 2022 | 2023 | 2024 |

A 2011-es népszámlálás során a lakosok 94,8%-a magyarnak, 2,6% németnek, 1% románnak mondta magát (4,9% nem nyilatkozott; a kettős identitások miatt a végösszeg nagyobb lehet 100%-nál). A vallási megoszlás a következő volt: római katolikus 39%, református 37,7%, evangélikus 3,3%, görögkatolikus 0,7%, felekezeten kívüli 10,2% (9,2% nem nyilatkozott).
2022-ben a lakosság 92,3%-a vallotta magát magyarnak, 7,7% németnek, 3,1% cigánynak, 3,8% egyéb, nem hazai nemzetiségűnek (6,3% nem nyilatkozott; a kettős identitások miatt a végösszeg nagyobb lehet 100%-nál). Vallásuk szerint 25,8% volt római katolikus, 25,4% református, 2,4% evangélikus, 0,7% görög katolikus, 0,3% egyéb keresztény, 0,7% egyéb katolikus, 16,7% felekezeten kívüli (26,8% nem válaszolt).

## Nevezetességei
Nevezetessége például a református templom amely az 1800-as években épült. A templom mellett található még egy parókia is.